# Bondy
Bondy je severovzhodno predmestje Pariza in občina v  departmaju Seine-Saint-Denis osrednje francoske regije Île-de-France. Leta 2009 je imelo naselje 53.448 prebivalcev.

## Geografija
Občina meji na vzhodu na Les Pavillons-sous-Bois, na jugovzhodu na Villemomble, na jugu na Rosny-sous-Bois, na zahodu na Noisy-le-Sec in Bobigny, na severozahodu na Drancy, na severu pa na Le Blanc-Mesnil in Aulnay-sous-Bois.

## Administracija
Bondy je sedež dveh kantonov:
- Kanton Bondy-Jugovzhod (del občine Bondy: 25.616 prebivalcev),
- Kanton Bondy-Severozahod (del občine Bondy: 27.823 prebivalcev).

Oba kantona sta sestavni del okrožja Bobigny.

## Zgodovina
Ime naselja je bilo prvikrat zapisano okoli leta 600 kot Bonitiacum.
V srednjem veku je bilo ozemlje Bondyja pretežni del pokrito z gozdom, znanim po skrivališču razbojnikov.
3. januarja 1905 je bila na tretjini izločenega ozemlja občine Bondy ustanovljena nova občina Les Pavillons-sous-Bois.

## Pobratena mesta
- Alcácer do Sal (Portugalska),
- Berkane (Maroko),
- Furci (Italija),
- Nedroma (Alžirija),
- N'kolafamba (Kamerun),
- Tambacounda (Senegal).